# Чаплинський могильник
Чаплинський могильник — могильник кам'яної доби поблизу селища Чаплі біля міста Дніпра на лівому березі річки Дніпро.
Є могильником Маріупольського типу нової кам'яної доби Дніпро-донецької культури.
Могильник відкрито 1950 року експедицією ІА АН УРСР А. В. Добровольського. Поховання належать до мезоліту, неоліту та до мідної доби. В похованнях знайдено, крім кістяків, були прикраси з міді у вигляді черепашок, рурочок, діадеми, а також довгі низки кружечків з перламутру річкових молюсків з отвором, які, на думку дослідників, виконували функцію сучасних грошей. Досліджено 26 поховань. Підвіски з зубів оленя, паски з ракушек, мідні браслети й інше.
Датується 4-2 тисячоріччями до Р. Х.